# Брейдлерія лучна
Брейдлерія лучна (Breidleria pratensis) — вид мохів порядку гіпнобрієвих (Hypnales).

## Поширення
Ареал охоплює такі частини світу: Європа, Африка, Північна Америка, Азія.
Населяє наземний, вологий ґрунт у болотах, вапняних ділянках; на висотах від 0 до 3000 метрів.

## Характеристика
Рослини середнього розміру, від блідо-зеленого до золотисто-зеленого кольору. Стебла 0.5–1.5(3) см, від зелених до жовтуватих, від прямовисних до повзучих, від неправильно розгалужених до нерозгалужених, гілки 1–3 мм. Листки не сильно закруглені, яйцюваті, до верхівки звужені, 0.5–1.8 × 0.3–0.5 мм; поля плоскі, цілі; верхівка широко-гостра. Вид дводомний. Коробочкові ніжки червонуваті, 2–4 см завдовжки. Коробочка дугувато нахилена, блідо-коричнева, коротко-циліндрична 1–2 мм.